# Itelmènes
Cet article concerne le peuple itèlmène. Pour la langue itèlmène, voir Itelmène (langue).
Les Itelmènes ou Kamtchadales sont un peuple autochtone habitant la péninsule volcanique du Kamtchatka et les rives voisines de la mer d'Okhotsk, dans l'est de la Sibérie, en Russie, au sud du détroit de Béring. Ils parlent une langue originale parmi les idiomes paléo-sibériens, l'itelmène. 

## Étymologie
Itelmen signifie en itelmène habitants. Kamtchadales est la russification de l'exonyme par lequel les désignaient leurs voisins septentrionaux, les Koriaks. En koriak, kontchatchal signifie ceux qui sont au plus lointain. Kamtchadales tend aujourd'hui à ne désigner que les autochtones acculturés ou métissés ainsi que les descendants de Cosaques acclimatés.

## Histoire
Arrivés d'Asie centrale il y a 14 000 ans, les Itelmènes ont été découverts par les Cosaques au début du XVIIIe siècle. Ils ont été alors soumis au yassak, ruinés par les maladies, l'alcool et un commerce exorbitant de produits manufacturés. Réhabilités par la perestroïka, les indigènes du Kamtchatka peuvent pêcher autant qu'ils le veulent alors que Russes et Ukrainiens sont soumis à des quotas drastiques.

## Démographie
À l'arrivée des Russes au XVIIe siècle, le peuple itelmène comptait 12 700 individus. Ils ne sont plus que 1 400 au Kamtchatka (2 500 dans toute l'ex-URSS) décimés depuis le XVIIIe siècle par les épidémies, la russification forcée puis par les déportations bolchéviques.

## Ethnographie

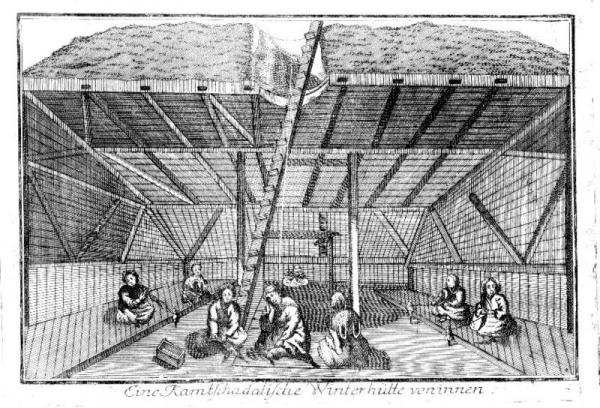
Logement itelmène.

Les Itelmènes font traditionnellement sécher des saumons pêchés pendant la saison d'été. Ces saumons séchés leur servent d'aliment de base pendant l'hiver.
L'étude conduite par le naturaliste allemand Georg Wilhelm Steller est aujourd'hui le support d'une réappropriation de leur civilisation (langue, fêtes, danses, chants, instruments de musique...) par un petit nombre d'Itelmènes désireux de ne pas la voir disparaître complètement, de la faire connaître à l'étranger, voire de développer une activité touristique.

### Sources
1. ↑  (ru) Rosstat, La composition nationale de la population de la fédération de Russie selon le recensement de 2021 (lire en ligne)
2. ↑  S. Krachéninnikoff, trad. M. de Saint-Pré, Histoire et description du Kamtchatka, vol. I, p. 3-4, Marc-Michel Rey, Amsterdam, 1770.
3. ↑  « Kamchatka », in A. Room, Place Names of the World, McFarland & Company, Jefferson (Caroline du Nord), 2006.

### Filmographie
- Histoires itelmènes, film documentaire de Liivio Niglas, Estonie, 2010
- Saumons, ours, parades nuptiales : Chez les Itelmènes de Kamtchatka, film documentaire de Christoph Boekel, WDR, Allemagne, 2014